# Liste von Rathäusern

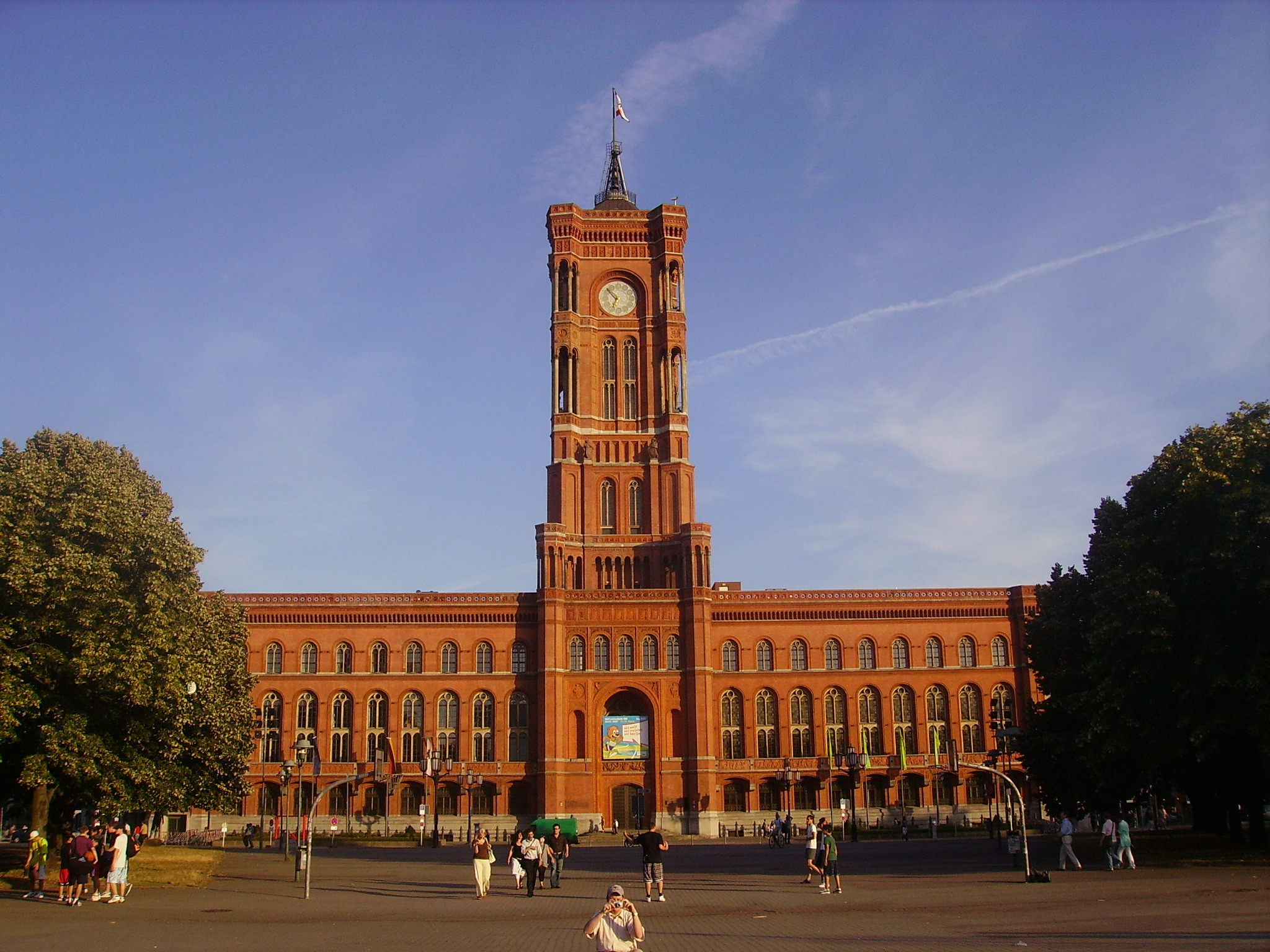
Rotes Rathaus (1861–1869) in Berlin

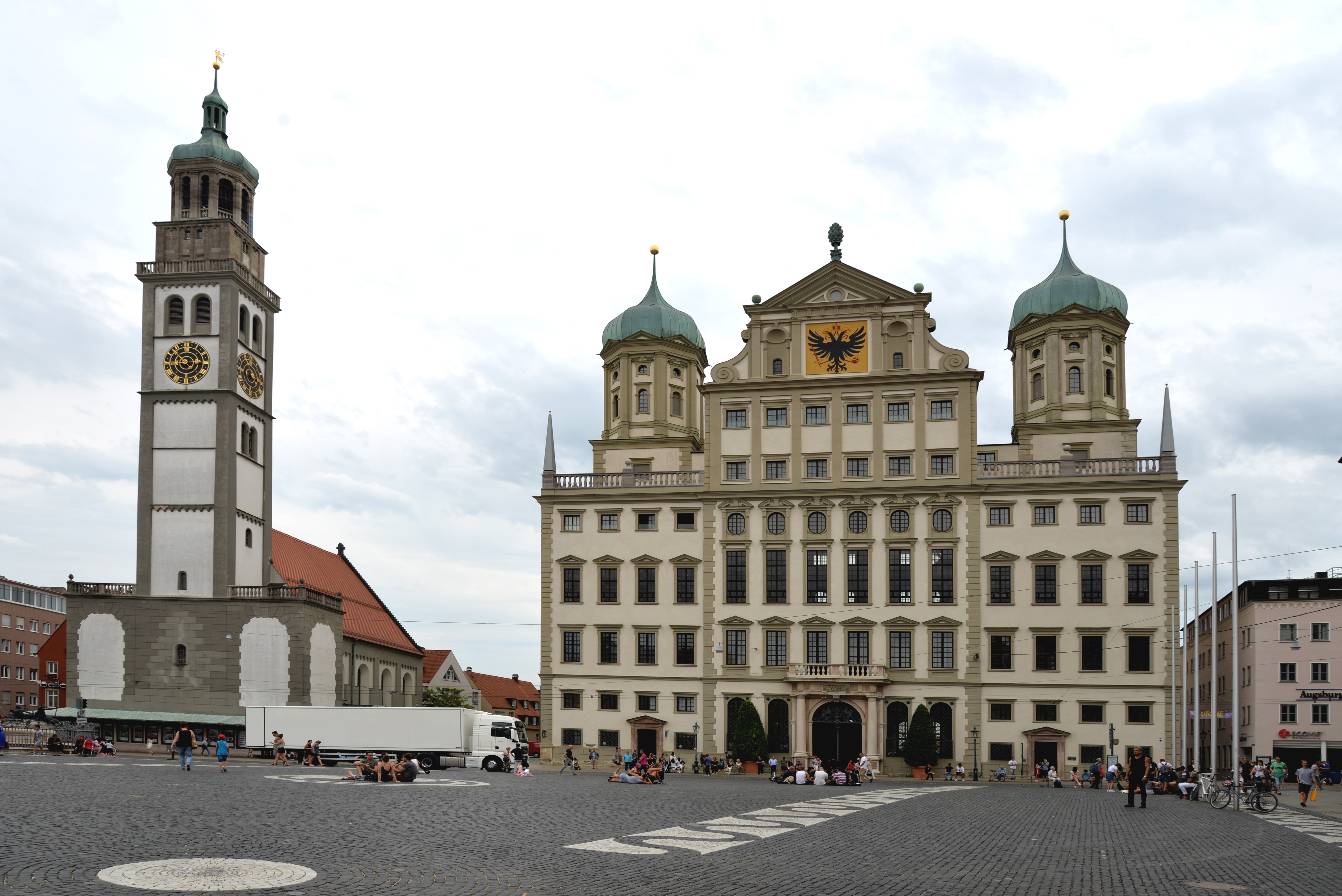
Augsburger Rathaus, Renaissance

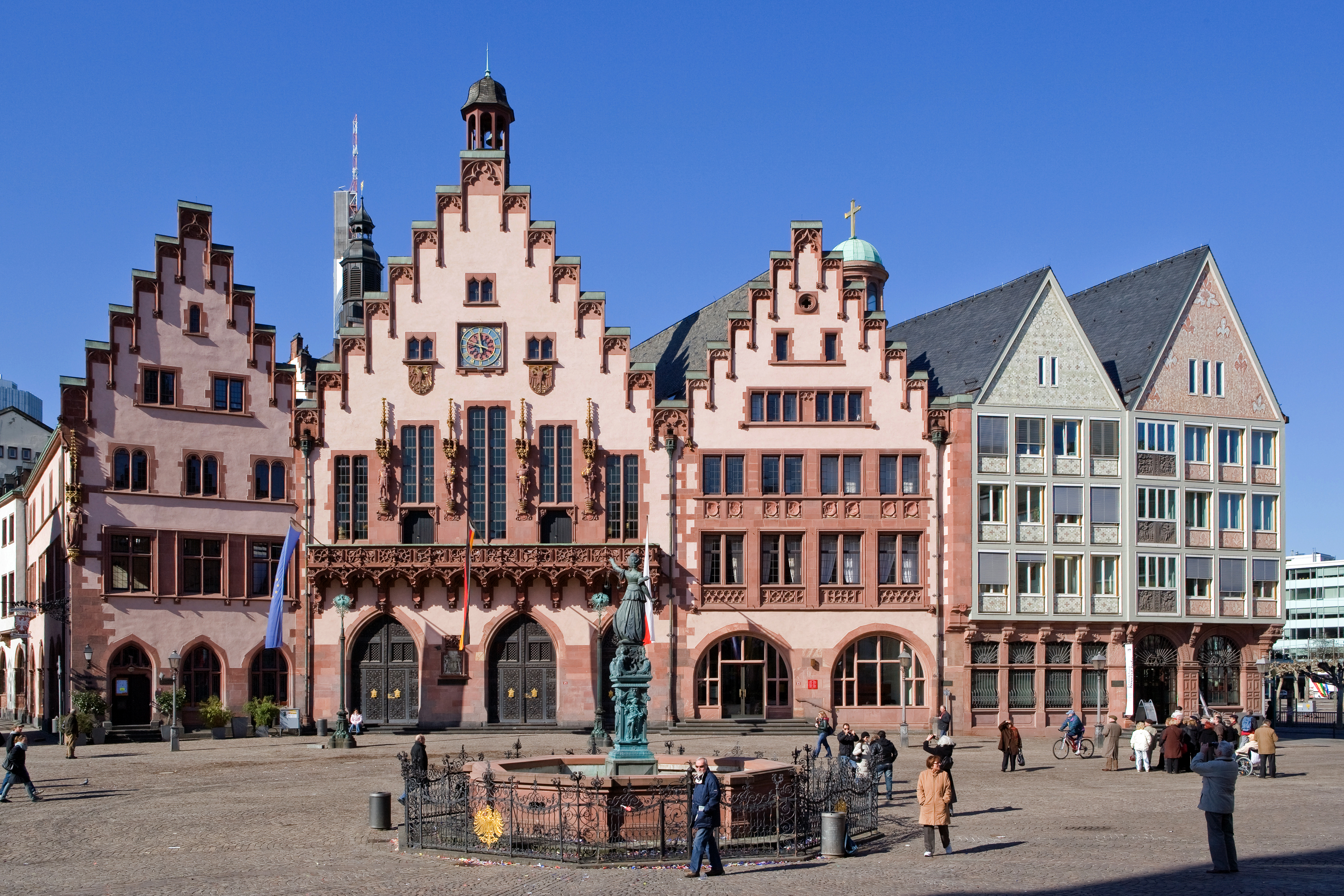
Frankfurter „Römer“ als Beispiel eines Gebäude-Ensembles

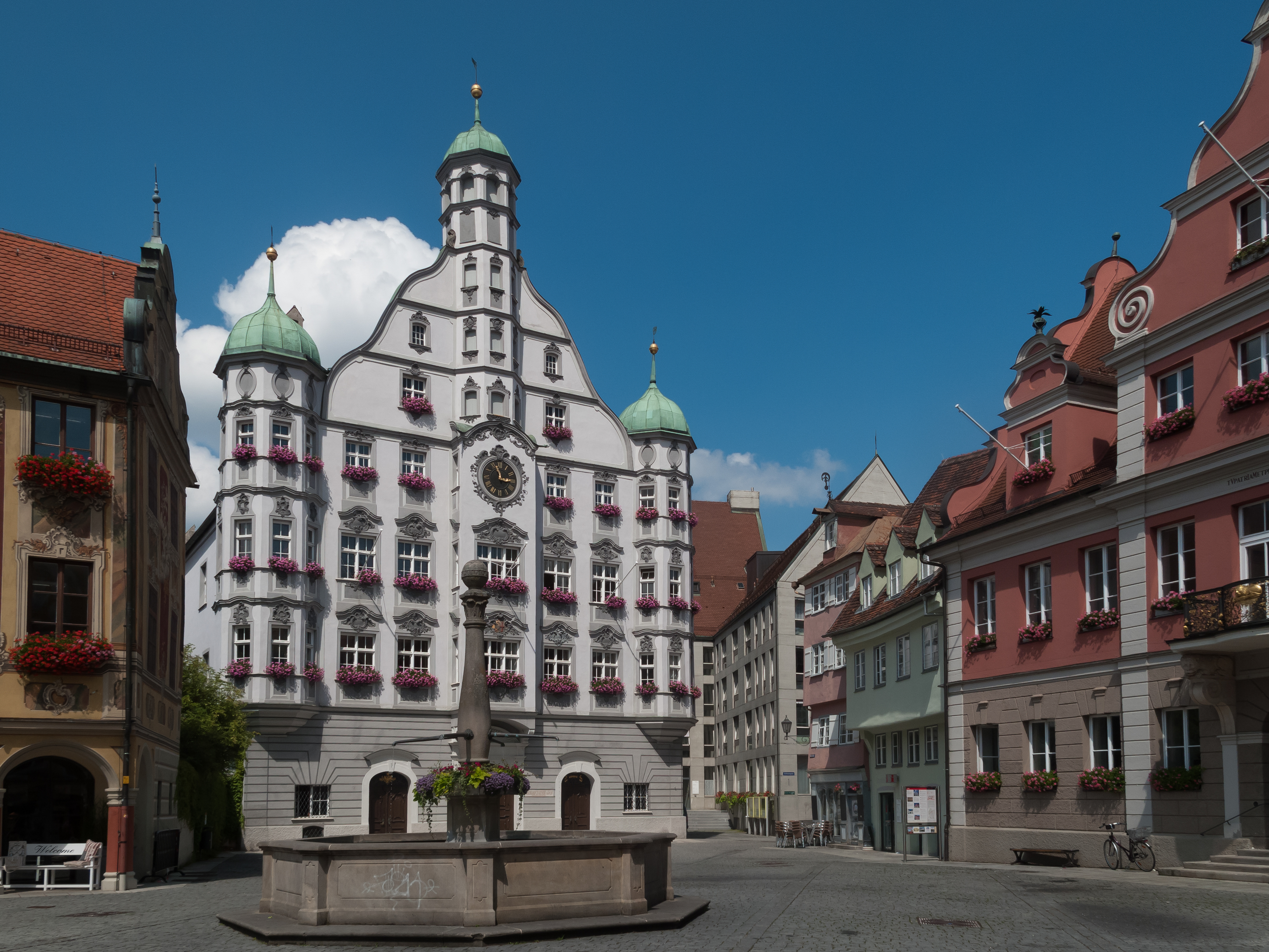
Memminger Rathaus, 16. Jahrhundert, Rokokoverzierungen 18. Jahrhundert

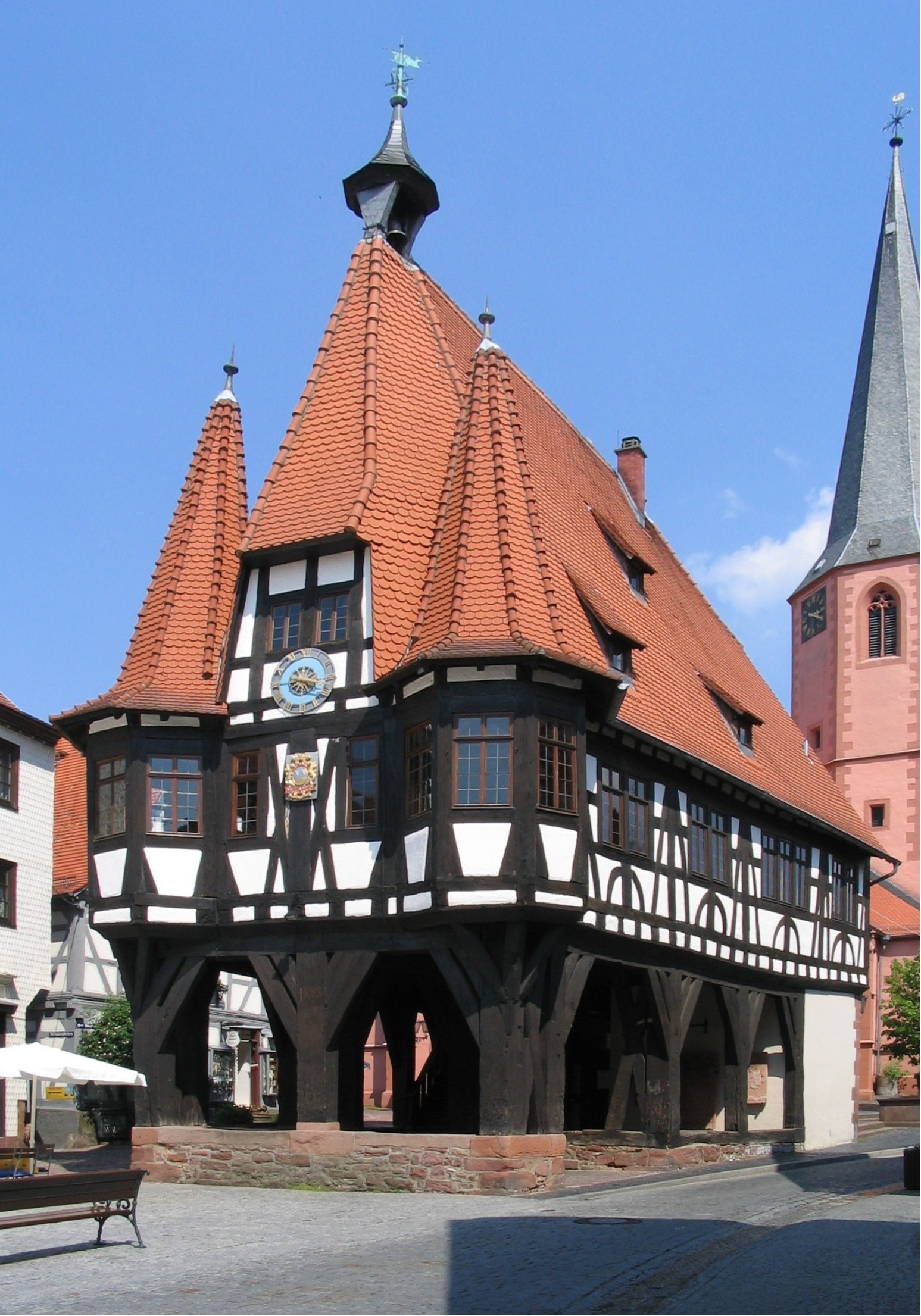
Fachwerk-Rathaus von Michelstadt mit Markthalle

Die Liste von Rathäusern enthält Rathäuser in Deutschland, Europa und weltweit.

## Europa

### Deutschland

#### Baden-Württemberg
- Rathaus Adelshofen, Jugendstil, erbaut 1904–1905
- Jesuitenkolleg Baden-Baden, Rathaus seit 1862
- Rathaus Eppingen
- Rathaus Eschelbach, erbaut 1593
- Rathaus Flein, Neubau von 1987
- Rathaus Freiburg im Breisgau, 16. Jahrhundert
- Rathaus Grötzingen, Fachwerkhaus von 1668
- Rathaus Heidelberg, Barock, erbaut 1701–1703
- Rathaus Heilbronn
- Rathaus Hüffenhardt, Fachwerkhaus von 1559
- Rathaus Karlsruhe, Klassizismus, Anfang 19. Jahrhundert
- Rathaus Kornwestheim, erbaut 1935
- Rathaus Markgröningen, spätgotisch, 1441
- Rathaus Mosbach, 16. Jahrhundert
- Rathaus Neckarbischofsheim, ehemaliger Herrensitz, 15. Jahrhundert
- Schorndorfer Rathaus, Barock, 18. Jahrhundert
- Rathaus Schwäbisch Hall, Barock, 1735
- Rathaus Tauberbischofsheim, neugotisches Bauwerk, 1866 bis 1867
- Rathaus Ulm, Frührenaissance, ursprünglich 14. Jahrhundert
- Rathaus Untergruppenbach, ehemaliges Pfarrhaus
- Rathaus Wolfach, erbaut 1894

→ siehe auch: Liste von Rathäusern im Main-Tauber-Kreis

#### Bayern
- Rathaus Amberg, 16. Jahrhundert
- Augsburger Rathaus, von 1615 bis 1624 erbaut, steht unter Kulturschutz
- Neues Rathaus (Bad Kissingen), erbaut 1709, ursprünglich Adelssitz
- Altes Rathaus Bamberg, 14. Jahrhundert (Baudenkmal)
- Rathaus Coburg, 15. Jahrhundert
- Rathaus Dettelbach, um 1512
- Rathaus Eckersdorf, um 1830 errichteter zweieinhalbgeschossigen Sandsteinquaderbau (Baudenkmal)
- Rathaus Ellingen, 18. Jahrhundert, ursprünglich Gerichtsgebäude
- Rathaus Farchant, Biedermeierzeit, Baudenkmal
- Rathaus Forchheim, 15. Jahrhundert
- Rathaus Freising, ursprünglich von 1468
- Rathaus Fürth, Mitte 19. Jahrhundert
- Rathaus Gunzenhausen
- Rathaus Iphofen, erbaut 1716 bis 1718 durch Joseph Greissing
- Rathaus Kempten, erbaut 1474
- Rathaus Kitzingen, erbaut 1561 bis 1563
- Rathaus Landshut, ursprünglich gotisch, 14. Jahrhundert
- Rathaus Marktbreit, erbaut 1579 bis 1581 von Hans Keesebrod
- Rathaus Memmingen, Renaissance, 16. Jahrhundert
- Rathaus Merkendorf, spätgotisch, 15. Jahrhundert
- Rathäuser in München, verschiedene Bauzeiten
- Neues Rathaus München, neugotisch, 18./19. Jahrhundert
- Rathaus Nüdlingen, 1939
- Rathaus Ortenburg, im Kern 1679
- Rathaus Pappenheim, Ende 16. Jahrhundert
- Rathaus Pfaffenhausen, Mitte 18. Jahrhundert
- Altes Rathaus Regensburg, ab 13. Jahrhundert
- Rathaus Segnitz, erbaut bis 1588 von Hans Keesebrod
- Rathaus Tegernsee, alpenländischer Heimatstil, Anfang 19. Jahrhundert
- Rathaus (Thundorf in Unterfranken), ursprünglich 1848
- Rathaus Volkach, erbaut 1544
- Rathaus Wiesentheid, erbaut 1741 bis 1743
- Rathaus Wolfratshausen, erbaut 1805
- Rathaus Würzburg (Baukomplex), Gotik, Barock, Neurenaissance

→ siehe auch: Liste von Rathäusern im Landkreis Kitzingen

#### Berlin
- Rotes Rathaus
- Altes Stadthaus
- Rathaus Charlottenburg
- Rathaus Friedenau
- Rathaus Köpenick
- Rathaus Lankwitz
- Rathaus Lichterfelde
- Rathaus Lichtenberg
- Rathaus Neukölln
- Rathaus Nikolassee
- Rathaus Pankow
- Rathaus Friedrichshagen
- Rathaus Reinickendorf
- Rathaus Schmargendorf
- Rathaus Schöneberg
- Rathaus Spandau
- Rathaus Steglitz
- Rathaus Wannsee
- Rathaus Wilmersdorf
- Rathaus Zehlendorf

#### Brandenburg
- Altstädtisches Rathaus (Brandenburg an der Havel), Bauwerk der Backsteingotik, 15. Jahrhundert
- Rathaus Calau
- Neues Rathaus (Cottbus)
- Rathaus Doberlug-Kirchhain
- Rathaus Drebkau
- Rathaus Elsterwerda
- Rathaus Frankfurt (Oder)
- Rathaus Jüterbog
- Rathaus Luckau
- Rathaus Nauen
- Rathaus Ortrand
- Rathaus Peitz
- Altes Rathaus (Potsdam), erbaut 1753–55

#### Bremen
- Rathaus Blumenthal, 1910
- Bremer Rathaus, 1410, UNESCO-Weltkulturerbe
- Neues Rathaus (Bremen), 1913
- Rathaus Hemelingen, 1906
- Rathaus Lehe, 1865/1887, Bremerhaven-Lehe

#### Hamburg
- Altonaer Rathaus
- Hamburger Rathaus, Sitz der Bürgerschaft (Parlament) und des Senats
- Rathaus Harburg

#### Hessen
- Rathaus Groß-Umstadt
- Rathaus Alsfeld, Fachwerk, erbaut 1512–16
- Rathaus (Frankenberg an der Eder), Fachwerk, erbaut 1509–13
- Römer (Frankfurt am Main), 15. Jahrhundert
- Rathaus Marburg, erbaut 1512–27
- Altes Rathaus (Michelstadt), Fachwerk, erbaut 1484

#### Mecklenburg-Vorpommern
- Rathaus Altentreptow, 1869
- Rathaus Anklam, 1950/52
- Neues Rathaus (Bad Doberan), 2000
- Rathaus Boizenburg, 1712
- Rathaus Bützow, 1849
- Rathaus Dargun, 19. Jh.
- Rathaus Demmin, 1886, 1998
- Rathaus Franzburg, 17. und 18. Jh.
- Rathaus Gadebusch, um 1340 bzw. 1618
- Rathaus Goldberg, 1828 oder 1832
- Rathaus Grabow, 1727
- Greifswalder Rathaus, 13. Jh.
- Rathaus Grimmen, um 1400
- Rathaus Güstrow, um 1800
- Rathaus Gützkow, 1871
- Rathaus Jarmen, 19. Jh.
- Rathaus Laage, 1876
- Rathaus Loitz, 1787
- Rathaus Malchin, 1745
- Rathaus Malchow, 1821
- Rathaus Marlow, 1862
- Altes Rathaus (Neubrandenburg), 1747
- Rathaus Neustadt-Glewe, 1806
- Rathaus Neustrelitz, 1843
- Rathaus Parchim, 14. Jh. und 1818
- Rathaus Plau am See, 1889
- Altes Rathaus (Rehna), Ende 17. Jh.
- Rathaus Ribnitz, 1834
- Rathaus Richtenberg, 1895
- Rathaus Röbel, 1805
- Rostocker Rathaus, 13. Jh.
- Rathaus Sassnitz, 1910
- Altstädtisches Rathaus (Schwerin), 17. Jh.
- Neustädtisches Rathaus (Schwerin), um 1740
- Rathaus Stavenhagen, 1788 bis 1960
- Rathaus Sternberg, 1845
- Stralsunder Rathaus, 14. Jh.
- Rathaus Teterow, 1910
- Rathaus Tribsees, 1884
- Rathaus Torgelow, 1890 und 1996
- Rathaus Waren, 1862
- Rathaus Wismar, 1819
- Rathaus Wittenburg, 1852
- Altes Rathaus Woldegk, 1763–1945
- Historisches Rathaus Wolgast, 1724

#### Niedersachsen
- Rathaus Alfeld
- Altstadtrathaus (Braunschweig)
- Altes Rathaus (Celle)
- Rathaus (Duderstadt), erbaut 1302/1303
- Altes Rathaus (Einbeck)
- Rathaus Emden
- Altes Rathaus und Neues Rathaus, Göttingen
- Rathaus Goslar
- Altes Rathaus (Hannover)
- Neues Rathaus (Hannover)
- Altes Lindener Rathaus (Hannover), erbaut 1883–1884
- Neues Lindener Rathaus (Hannover), erbaut 1899
- Rathaus Leer (Ostfriesland)
- Rathaus Lüneburg
- Rathaus Münden
- Altes Rathaus (Norden)
- Rathaus Osnabrück, bekannt durch den Friedensschluss von 1648
- Historisches Rathaus Otterndorf
- Altes Rathaus Soltau, erbaut 1826
- Rathaus Wilhelmshaven, erbaut 1929
- Rathaus (Wolfsburg)

#### Nordrhein-Westfalen
- Aachener Rathaus, um 800–1979
- Altes Rathaus (Bonn)
- Rathaus Bochum erbaut 1927
- Altes Rathaus (Bielefeld), erbaut 1904
- Historisches Rathaus Bocholt
- Rathaus Düsseldorf
- Hans-Sachs-Haus Gelsenkirchen, erbaut 1924–1927
- Altes Rathaus Hattingen, erbaut 1576
- Neues Rathaus Hattingen, erbaut 1909–1910
- Rathaus (Herford), erbaut 1914–1916
- Rathaus Köln, Vorgängerbau im 12. Jahrhundert erwähnt
- Rathaus (Lemgo), ursprünglich 14. Jahrhundert
- Historisches Rathaus Münster
- Rathaus (Oberhausen), erbaut 1928–1930
- Rathaus Paderborn
- Historisches Rathaus Wesel, spätgotisch, 15. Jahrhundert
- Rathaus Barmen, Wuppertal, erbaut 1908
- Rathaus Elberfeld, Wuppertal, erbaut 1895
- Rathaus Vohwinkel, Wuppertal, erbaut 1897

#### Rheinland-Pfalz
- Historisches Rathaus Deidesheim, Vorgängerbau 1459 erwähnt
- Rathaus Dörrenbach, Renaissance-Bau von 1590/91
- Rathaus Kaiserslautern, Neubau von 1968
- Rathaus Offenbach an der Queich, erbaut 1977–1979
- Altes Rathaus Pirmasens, spätbarocker Bau von 1770–74
- Rathaus Worms, Neubau von 1958

#### Saarland

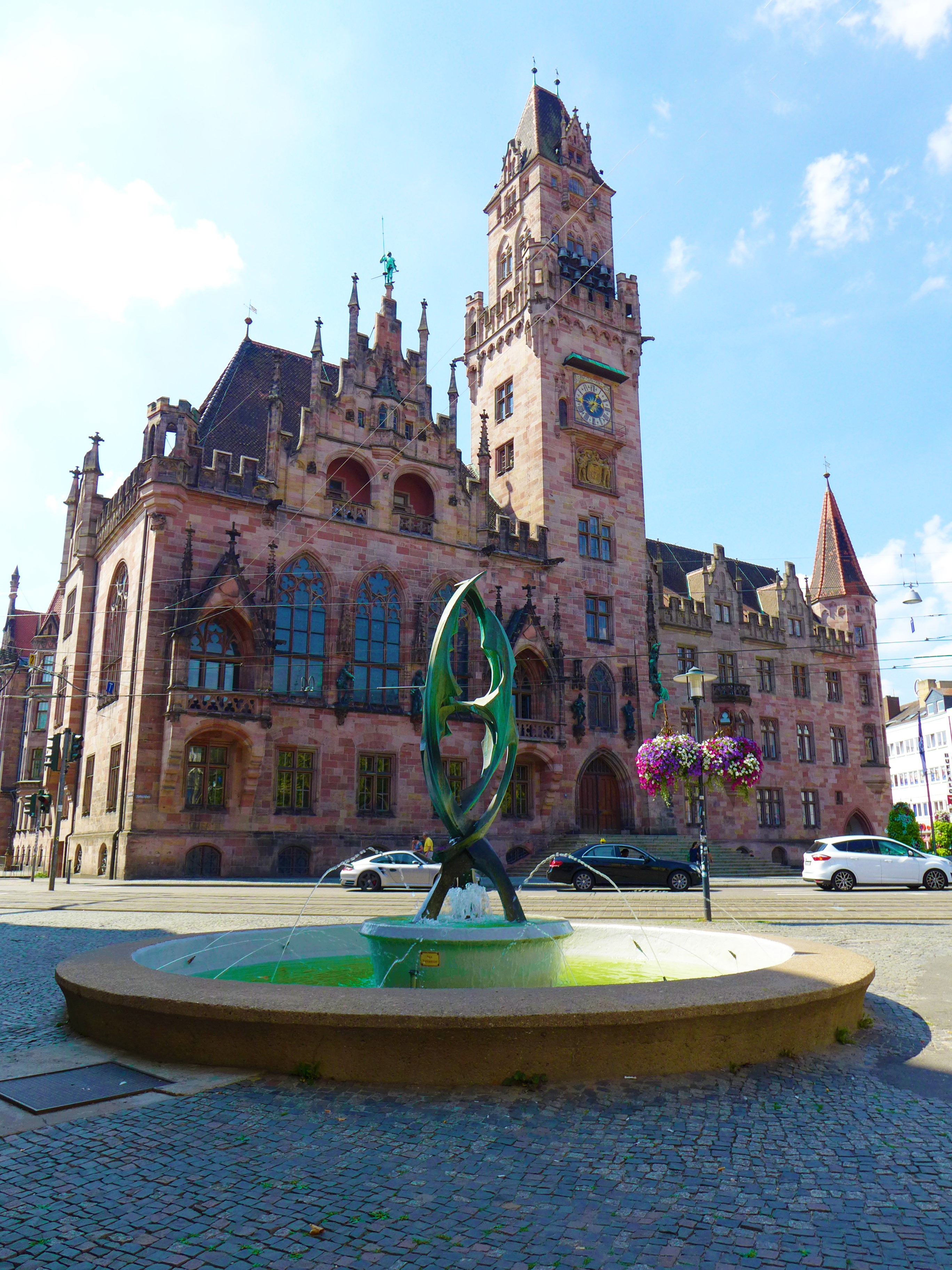
Rathaus St. Johann in Saarbrücken

- Rathaus Blieskastel, ehemaliges Waisenhaus, Barock, erbaut 1773–1775
- Rathaus von Alt-Saarbrücken, Barock, erbaut 1748–1750
- Rathaus Saarlouis, Moderne
- Rathaus St. Johann, St. Johann an der Saar, heute Rathaus von Saarbrücken, Baubeginn 1897 (Neogotik), jüngste Erweiterung 1995–1998
- Altes Rathaus (Völklingen), Neoklassizismus und Jugendstil

#### Sachsen
- Rathaus Bad Düben, 1723
- Rathaus Bautzen, 1493
- Altes Rathaus (Chemnitz), 1498
- Neues Rathaus (Chemnitz), 1911
- Rathaus Copitz, 1906
- Rathaus Coßmannsdorf, 1913/14
- Rathaus Deuben, Ende  19. Jh.
- Rathaus Döhlen, 1915
- Liste von Rathäusern in Dresden
- Rathaus Eibenstock, 1907
- Rathaus Eilenburg, 1545/1949
- Rathaus Geising, 1910
- Rathaus Görlitz, um 1350, 1369
- Rathaus Großenhain, 1876
- Altes Rathaus (Hoyerswerda), 1449
- Neues Rathaus (Hoyerswerda), 1904
- Rathaus Kamenz, 1848
- Altes Rathaus (Leipzig),
- Neues Rathaus (Leipzig), 1905
- Rathaus Löbau, 1714
- Rathaus Meißen, 1480
- Rathaus Niederhäslich, 1901
- Rathaus Niederlößnitz, 1895
- Rathaus Oberlößnitz, 1900
- Rathaus Oelsnitz, 1864
- Rathaus Oschatz, 1546
- Rathaus Pegau, 1559
- Rathaus Pirna, 1486 / 1558 / 1597
- Rathaus Potschappel, 1903
- Rathaus Radeberg, 1769
- Rathaus Radebeul, 1900
- Rathaus Schneeberg, 1852
- Rathaus Torgau, 1578
- Rathaus Wilsdruff, 1755
- Rathaus Wurgwitz, 1925
- Burg Zwenkau,1544

#### Sachsen-Anhalt
- Rathaus (Altstadt Eisleben), 16. Jahrhundert
- Rathaus Gardelegen
- Rathaus Naumburg (Saale)
- Rathaus Stendal
- Rathaus Stolberg (Harz)
- Rathaus Tangermünde
- Rathaus Wernigerode
- Rathaus (Lutherstadt Wittenberg), 16. Jahrhundert

#### Schleswig-Holstein
- Rathaus (Flensburg), erbaut 1964
- Rathaus (Lübeck), spätromanisch, ursprünglich 13. Jahrhundert

#### Thüringen
- Rathaus Altenburg, erbaut 1561–1564
- Rathaus (Eisenach), erbaut 1508
- Rathaus Gera
- Altes Rathaus (Gotha), erbaut 1567–1577
- Rathaus (Mühlhausen/Thüringen)
- Rathaus (Neustadt an der Orla)
- Rathaus Pößneck
- Rathaus Saalfeld, erbaut 1529–1537
- Rathaus (Treffurt), erbaut 1546–1549
- Rathaus Weißensee (Thüringen), erbaut um 1200 (ältestes Rathaus Deutschlands)

### Belgien
- Antwerpen Stadhuis

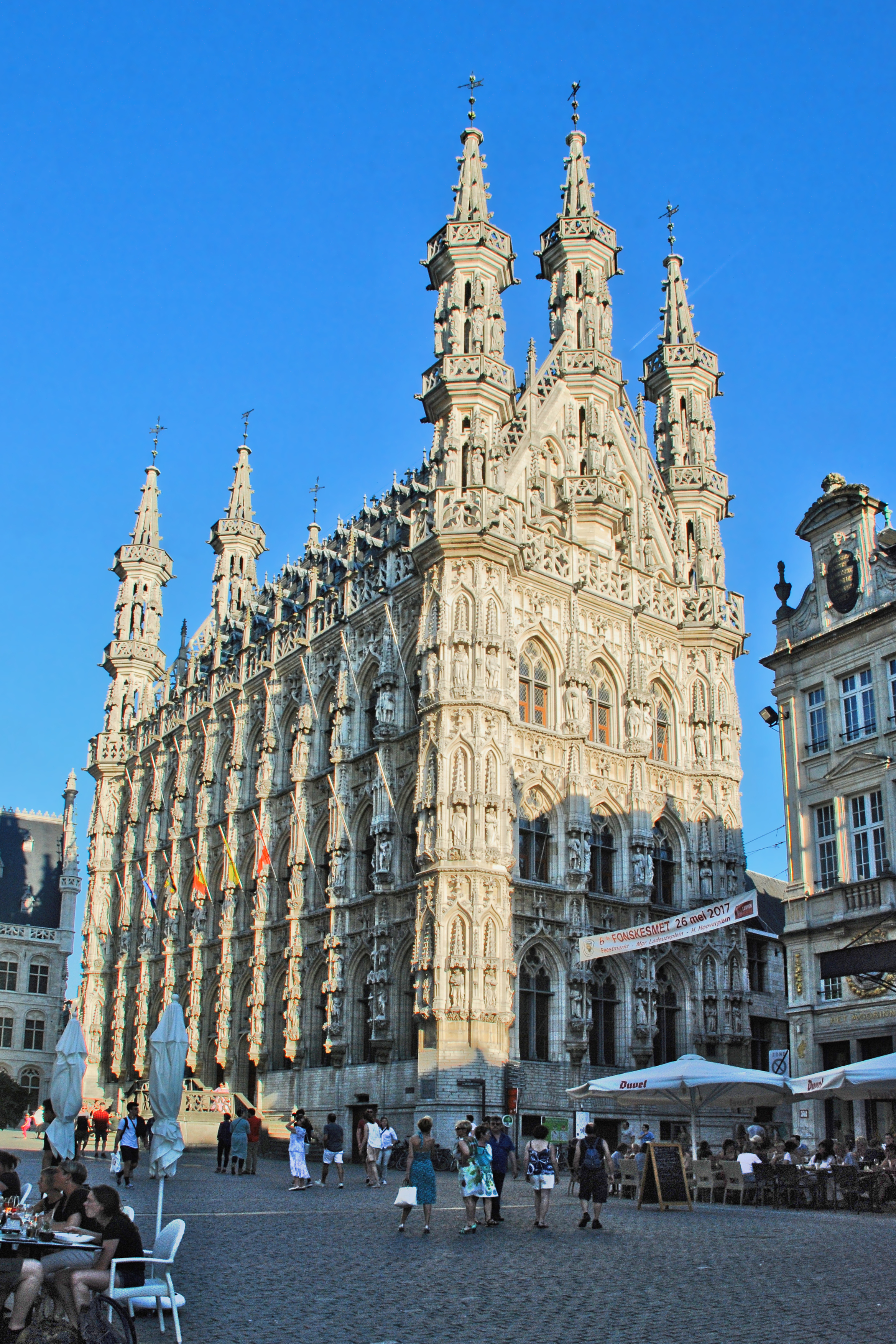
Rathaus von Löwen (Stadhuis Leuven, Belgien)

- Hôtel de Ville bzw. Het Stadhuis in Brüssel, 15. Jahrhundert erbaut und 1706 bis 1714 rekonstruiert
- Rathaus Kortrijk
- Rathaus von Löwen, 15. Jahrhundert
- Rathaus Oudenaarde
- Stadt- und Landhaus Veurne

### Dänemark
- Rathaus (Aarhus)

### Frankreich
- Hôtel de Ville (Aix-en-Provence)
- Hôtel de Ville (Arbois)

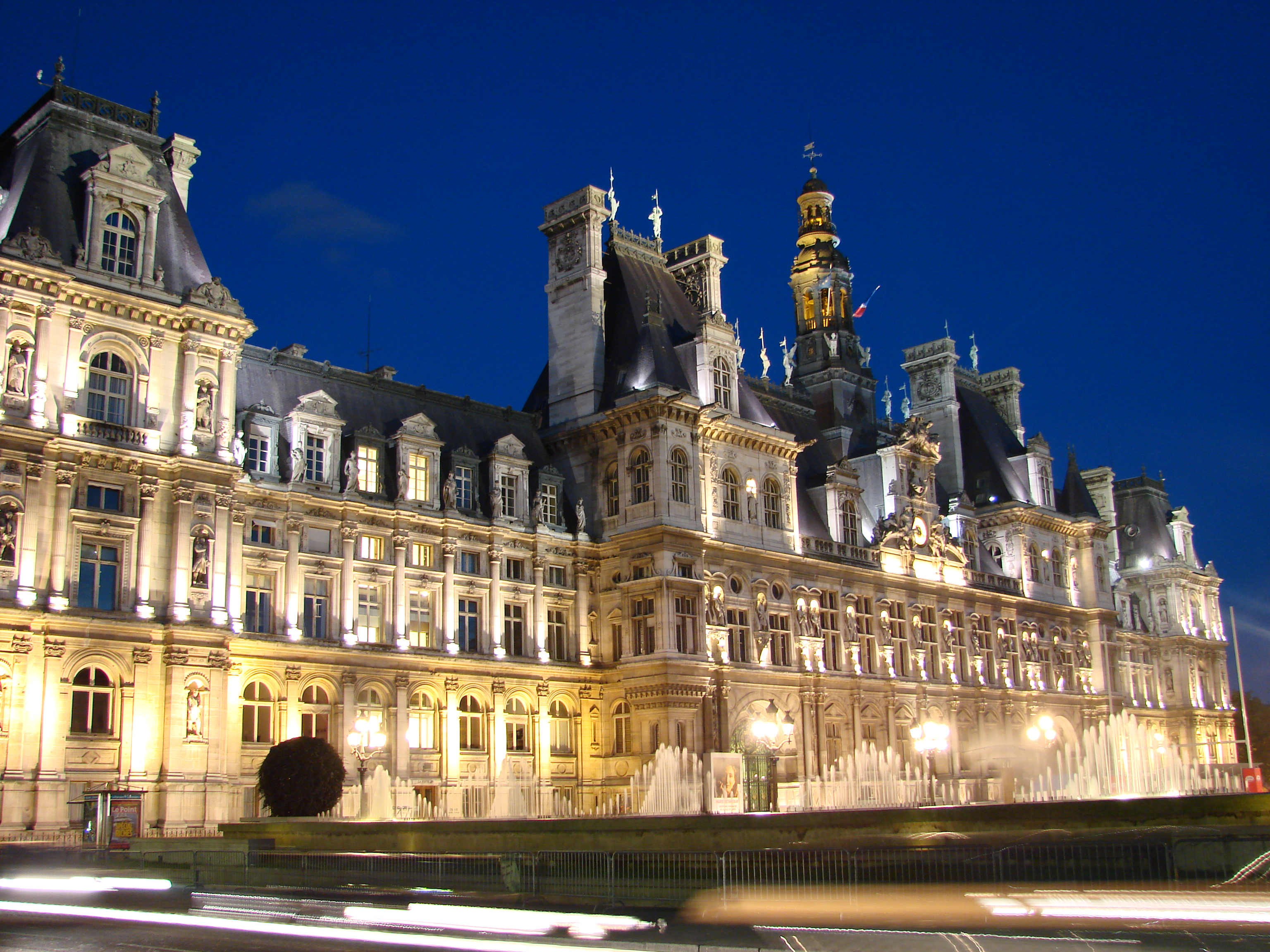
Hôtel de Ville (Paris) bei Nacht (Frankreich)

- Hôtel de Ville (Châlons-en-Champagne)
- Hôtel de Ville (Coulommiers)
- Hôtel de Ville (Dünkirchen)
- Rathaus (Fort-de-France)
- Hôtel de Ville (Langres)
- Hôtel de Ville (Lyon)
- Hôtel de Ville (Melun)
- Hôtel de Ville (Metz)
- Hôtel de Ville (Montbéliard)
- Hôtel de Ville (Paris)
- Hôtel de Ville (Sélestat)
- Hôtel de Ville (Sens)
- Hôtel de Ville (Thionville)
- Hôtel de Ville (Troyes)
- Hôtel de Ville (Vannes)

### Großbritannien
- Guildhall (London), 15. Jahrhundert

### Island
- Rathaus (Reykjavík)

### Italien
- Altes Rathaus (Bozen), seit 1455 bestehender alter Rathausbau
- Rathaus (Bozen), 1907 eingeweihter neobarocker Bau

### Liechtenstein
- Rathaus (Vaduz)

### Niederlande
- Paleis op de Dam, Amsterdam, 17. Jahrhundert, Rathaus bis 1808
- Rathaus Deventer, Deventer, 17. Jahrhundert
- Rathaus (Rotterdam), Anfang 20. Jahrhundert

### Norwegen
- Rathaus Oslo, 1950

### Österreich
- Rathaus Innsbruck
- Rathaus Krems
- Rathaus Pulkau
- Rathaus Retz

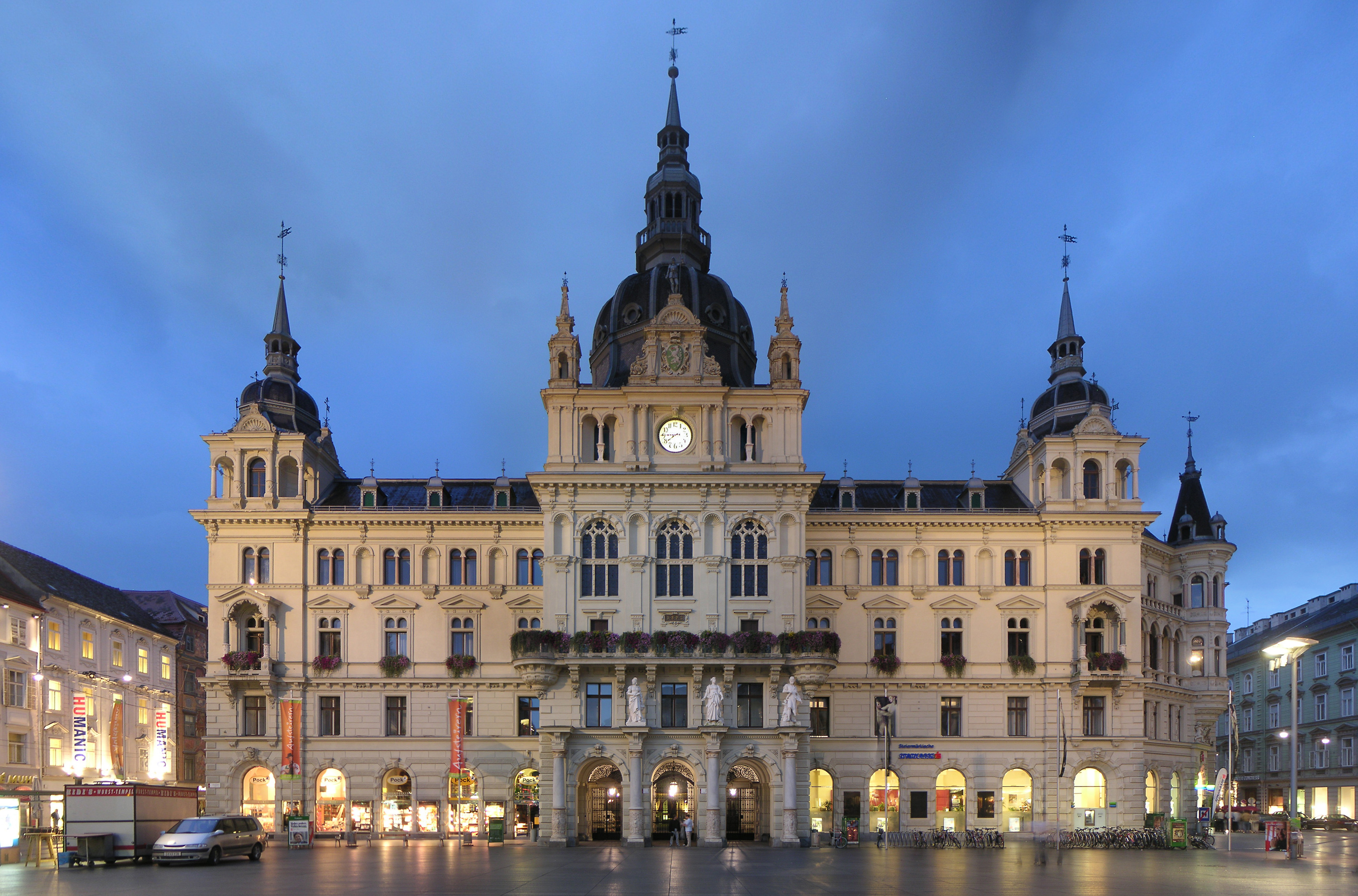
Grazer Rathaus (Österreich)

- Rathaus Weikertschlag an der Thaya
- Wiener Rathaus

Rathäuser mit der Bezeichnung Neues Rathaus gibt es in:
- Neues Rathaus (Klagenfurt am Wörthersee)
- Neues Rathaus (Linz)
- Neues Rathaus (Wien) (wird etwa seit 1970 nur als Rathaus bezeichnet)

### Polen

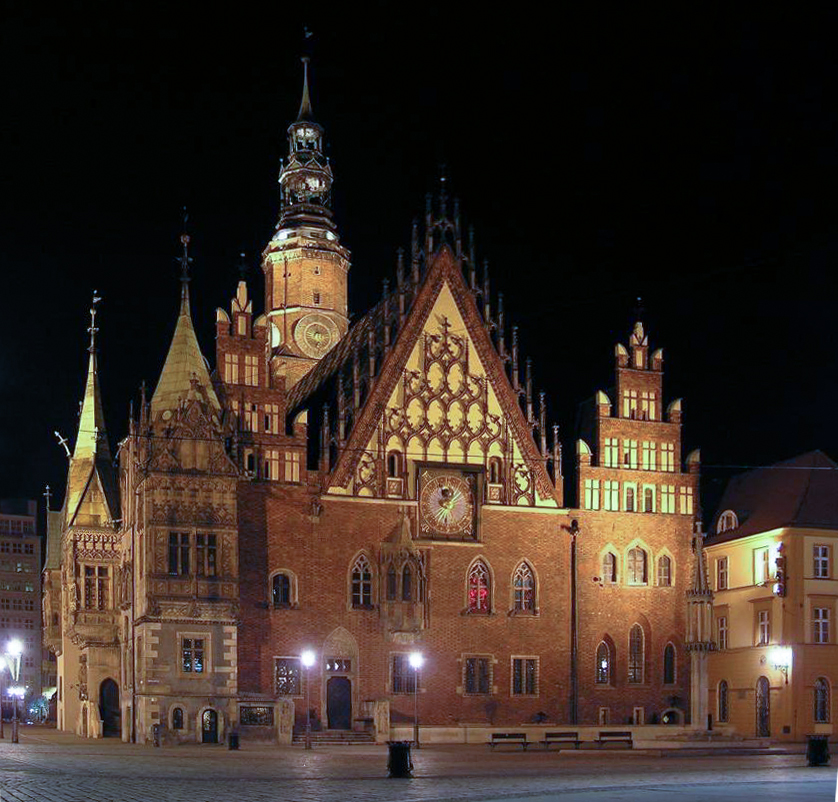
Das alte Breslauer Rathaus (Polen)

- Rathaus (Breslau), 13. Jahrhundert
- Rathaus (Chorzów), Königshütte, ursprünglich 19. Jahrhundert
- Rathaus (Gliwice), Gleiwitz, ursprünglich Ende des 13. Jahrhunderts
- Rathaus (Opole), Oppeln, Neorenaissance, 15./16. Jahrhundert
- Rathaus in Posen, 13. Jahrhundert
- Rathaus (Strzelce Opolskie), Groß Strehlitz
- Rathaus (Rawicz) Rawicz, erbaut im späten 17. Jahrhundert
- Rathaus in Stargard, 13. Jahrhundert
- Rechtstädtisches Rathaus, Danzig, 13. zum 14. Jahrhundert

### Schweden
- Stockholms stadshus, 1926

### Schweiz
- Rathaus Aarau, Aargau
- Rathaus (Baden), Aargau
- Rathaus (Basel), Basel-Stadt
- Rathaus (Bern), Bern
- Rathaus (Bremgarten), Aargau
- Rathaus (Chur), Graubünden
- Rathaus (Rapperswil), St. Gallen

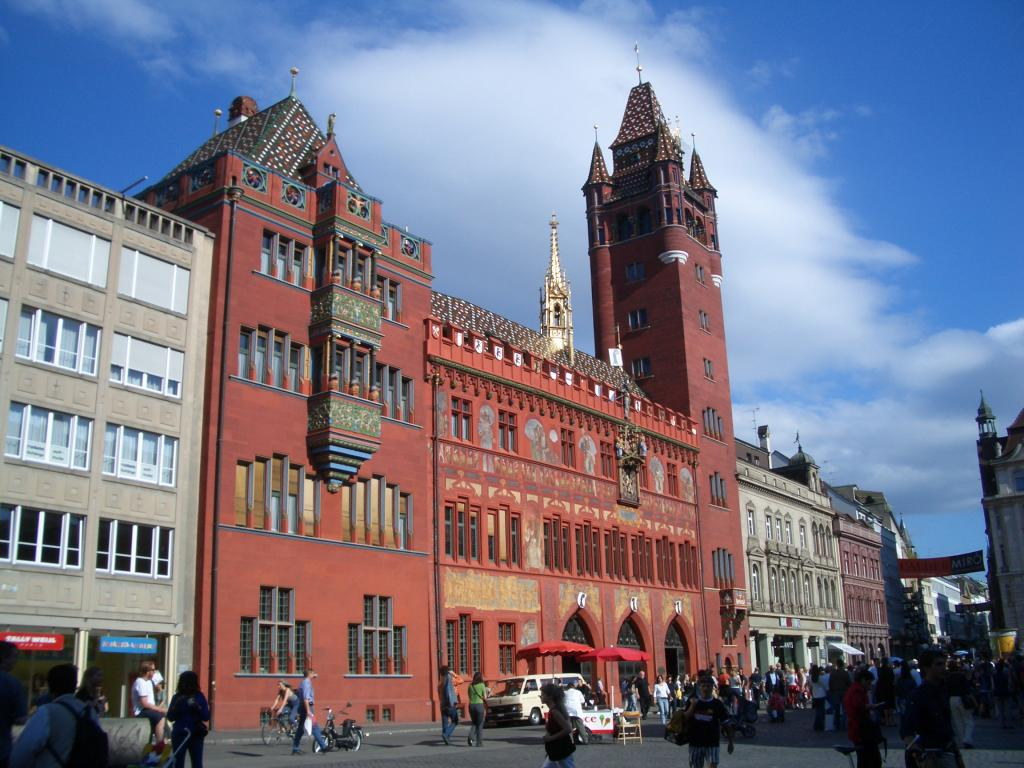
Basler Rathaus (Schweiz)

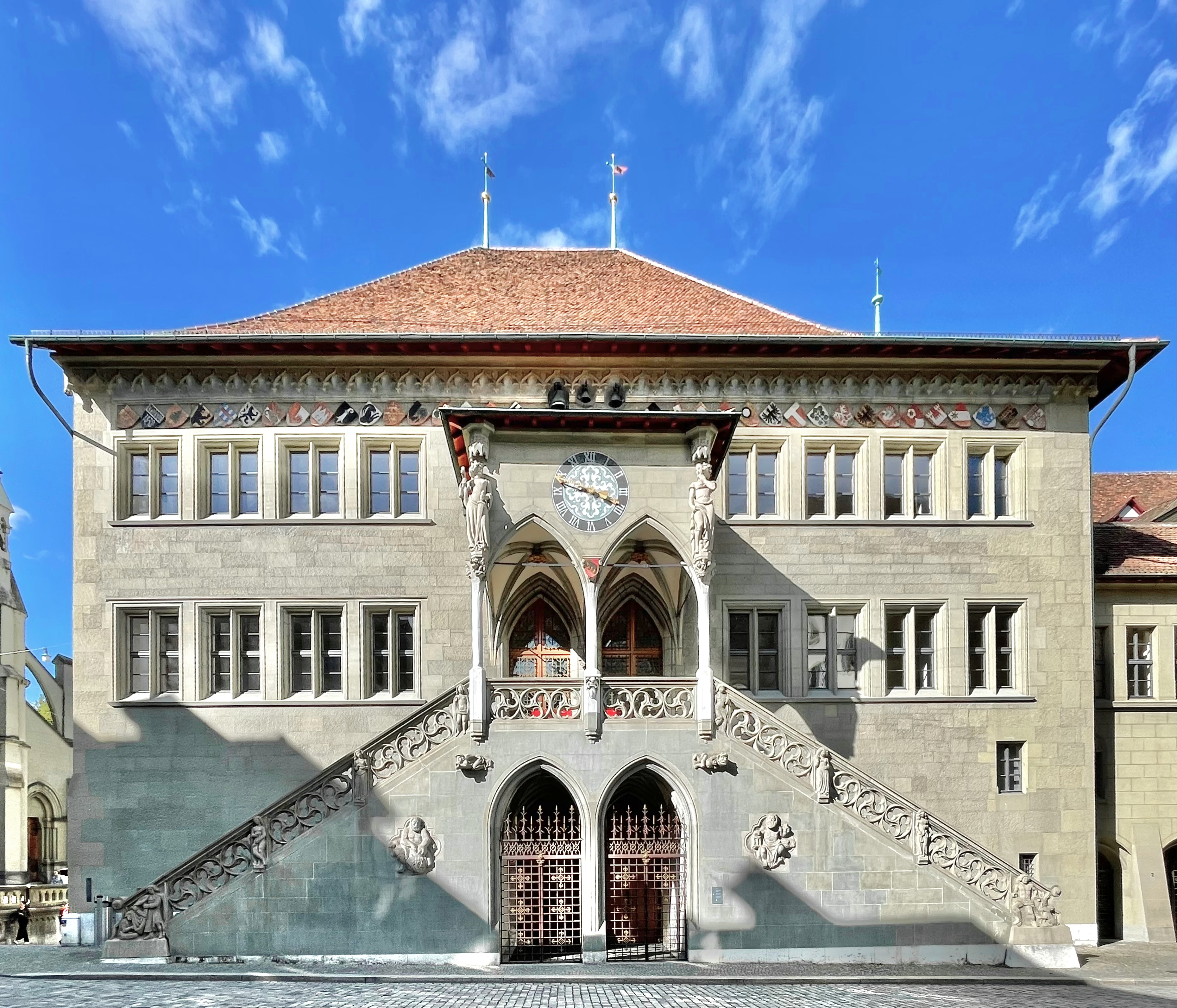
Berner Rathaus (Schweiz)

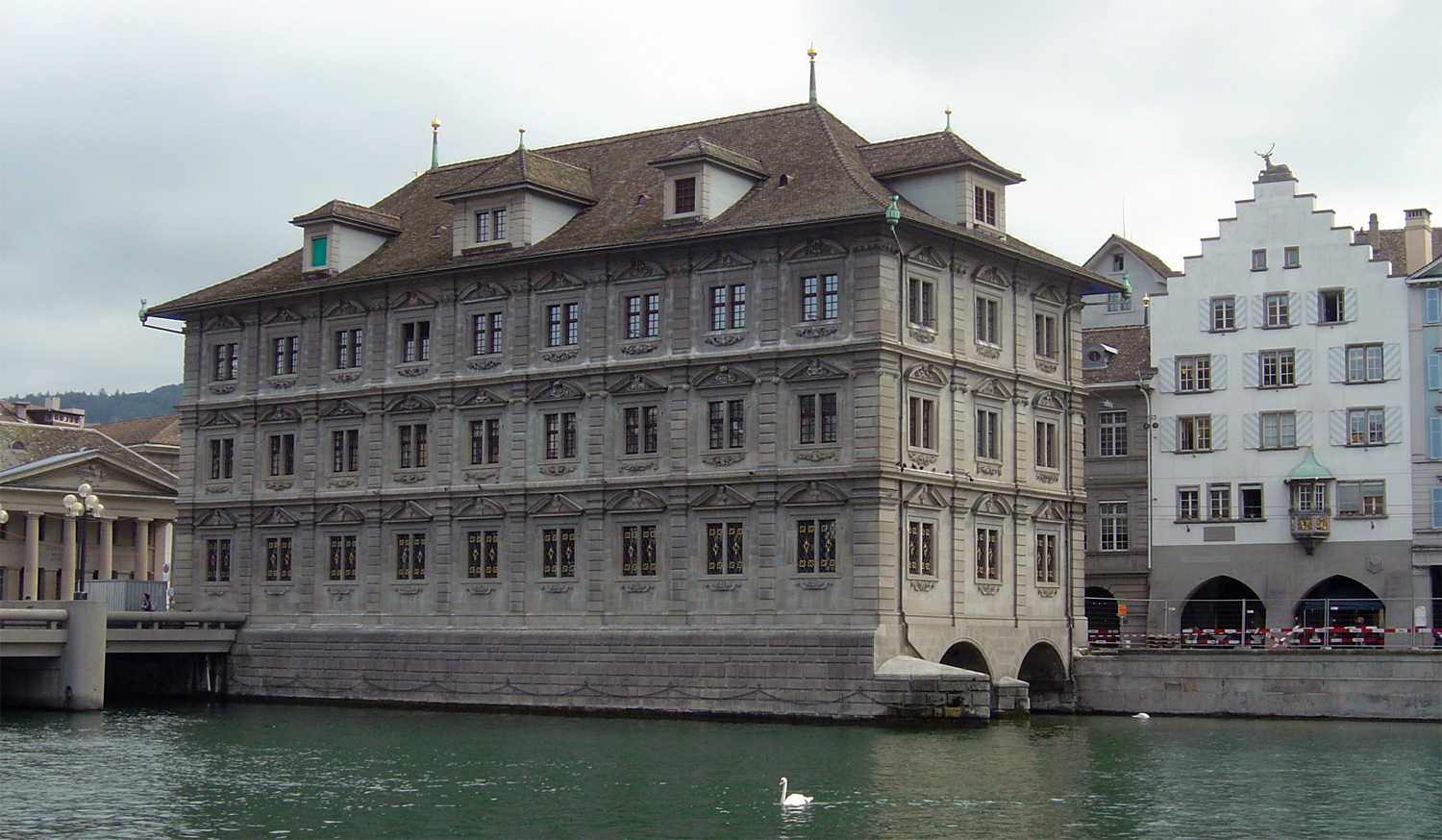
Zürcher Rathaus (Schweiz)

- Rathaus (Schaffhausen), Schaffhausen
- Rathaus (Winterthur), Winterthur
- Rathaus (Zofingen), Aargau
- Rathaus (Zürich), Zürich
- Rathaus zum Äusseren Stand, Bern

### Tschechien
- Rathaus (Slezská Ostrava)

## Nordamerika

### Kanada
- Rathaus Halifax
- Hôtel de Ville (Montreal)
- Altes Rathaus (Toronto)
- City Hall (Toronto)
- City Hall (Vancouver)

### Vereinigte Staaten
- Brooklyn Borough Hall, 1851 eingeweihter Bau im Stil des Klassizismus